# مانويل زيتس
مانويل زيتس (بالألمانية: Manuel Zeitz)‏ (1 أغسطس 1990 بفولكلينغن في ألمانيا - ) هو لاعب كرة قدم ألماني في مركز الوسط. شارك مع منتخب ألمانيا تحت 20 سنة لكرة القدم. أما مع النوادي، فقد لعب مع إنيرجي كوتبوس وبادربورن 07 ونادي ساربروكن ونادي نورنبرغ و1. FC Nürnberg II ‏.

## روابط خارجية
- مانويل زيتز على موقع قاعدة بيانات كرة القدم.إي يو (الإنجليزية)
- مانويل زيتز على موقع بيانات كرة القدم. دي إي (الألمانية)
- مانويل زيتز على موقع عالم كرة القدم.نت (الإنجليزية)